# Umbilicus patens
Umbilicus patens är en fetbladsväxtart som beskrevs av Auguste Nicolas Pomel. Umbilicus patens ingår i släktet navelörter, och familjen fetbladsväxter. Inga underarter finns listade i Catalogue of Life.